# Ropica rivulosa
Ropica rivulosa là một loài bọ cánh cứng trong họ Cerambycidae.